# Итон, Кортни
Кортни Итон (англ. Courtney Eaton) — австралийская актриса и фотомодель и исполнила главную женскую роль Зана в фильме «Боги Египта.

## Биография

### Ранние годы
Родилась 6 января 1996 года в Банбери, штат Западная Австралия. Отец — австралиец английского происхождения, работает IT-менеджером; мать — новозеландка, по происхождению — маори. Кортни — старший ребёнок в семье, у неё есть младшие брат и сводная сестра. Окончила гимназию Банбери.
Работала в модельном агентстве «Vivien’s Model Management».
В 2014 году была одной из ведущих на вручении австралийской премии «AACTA».
Снималась в клипах R5 «All Night» и Angus & Julia Stone «Chateau».

### Актёрская карьера
Её актёрский дебют состоялся в 2015 году в фильме «Безумный Макс: Дорога ярости». За сыгранную роль в 2016 году она была номинирована на премию «Gold Derby Awards» в категории «Лучший актёрский ансамбль».
В 2016 году вышел фильм с её участием «Боги Египта».
В 2017 году сыграла в фильме «Новизна». В 2018 году снялась в фильмах «Статус: Обновлён» и «Идеальный». В 2019 году сыграла в фильме «По долгу службы».
С 2021 года снимается в сериале «Шершни».

### Личная жизнь
В 2012—2015 годах встречалась с австралийским футболистом Кейлумом Ричардсоном. В 2015—2017 годах встречалась с актёром и участником группы R5 Россом Линчем.

## Фильмография
| Год       |   | Русское название             | Оригинальное название | Роль          |
| --------- | - | ---------------------------- | --------------------- | ------------- |
| 2015      | ф | Безумный Макс: Дорога ярости | Mad Max: Fury Road    | Чидо Ранимая  |
| 2016      | ф | Боги Египта                  | Gods of Egypt         | Зана          |
| 2017      | ф | Новизна                      | Newness               | Блейк Бисон   |
| 2018      | ф | Статус: Обновлён             | Status Update         | Шарлота Олден |
| 2018      | ф | Идеальный                    | Perfect               | Сара          |
| 2019      | ф | По долгу службы              | Line of Duty          | Эва Брукс     |
| 2021—2023 | с | Шершни                       | Yellowjackets         | юная Лотти    |
| 2023      | ф | Парашют                      | Parachute             | Райли         |